# Martin des Ormeaux
Martin des Ormeaux est évêque de Saint-Paul-Trois-Châteaux au viie siècle. Il meurt en ermite à Taulignan.

## Biographie
Martin est surnommé « des Ormeaux » (Martinus de Ulmis) pour le distinguer de Martin de Tours, les confusions semblant fréquentes. Il est nommé évêque de Saint-Paul-Trois-Châteaux en 657. Après quelques années d'exercice dans son diocèse, il est frappé d'une grave maladie, peut-être la lèpre comme le veut la légende. En effet, et contrairement à ce que l'on pensait à l'époque moderne, la lèpre était présente en Europe dès le VIe siècle, donc bien avant les croisades. Sa maladie est en tout cas considérée comme incurable et contagieuse puisqu'il se retire dans une maison isolée à côté de Taulignan jusqu'à sa mort. Ses reliques sont transférées à Alençon, puis cachées à Valréas en 1398 en raison des troubles dus aux Grandes compagnies, notamment celle de Raimond de Turenne.

## Archéologie
Des fouilles à Taulignan ont révélé un sarcophage vide du VIIe siècle ou VIIIe siècle, au milieu d'autres tombes, dans la chapelle réputée première sépulture de Martin des Ormeaux.

## Postérité
La procédure de canonisation n'existant pas à l'époque, c'est comme souvent la vox populi qui éleva au rang de saint cet évêque, pour sa piété et sa vie érémitique, et parce que la source à laquelle il buvait et se lavait était censée guérir les maladies de peau.
La fête de Saint Martin des Ormeaux est toujours célébrée à Valréas. Vers 1504, la procession traditionnelle du 23 juin au soir fut remplacée par la fête de Saint Jean Baptiste, le 24, car elle était l'occasion de conflits avec les habitants de Taulignan voulant récupérer les reliques. La paroisse de Valréas a rétabli cette fête le 23 juin depuis le début des années 2000.